# Yingang
Yingang (kinesiska: 尹岗, 尹岗乡) är en socken i Kina. Den ligger i provinsen Henan, i den centrala delen av landet, omkring 100 kilometer öster om provinshuvudstaden Zhengzhou. Antalet invånare är 26 262. Befolkningen består av 12 826 kvinnor och 13 436 män. Barn under 15 år utgör 23,0 %, vuxna 15-64 år 69 %, och äldre över 65 år 7,0 %.
Genomsnittlig årsnederbörd är 702 millimeter. Den regnigaste månaden är juli, med i genomsnitt 190 mm nederbörd, och den torraste är januari, med 5 mm nederbörd.